# It’s For You (Shanice-dal)
Az It's For You című dal az amerikai R&B énekesnő Shanice kislemeze, mely a Meteor Man (Meteorember) című filmzene albumon található.
A dalt Shanice 1994. január 7-én elő is adta a Family Matters című televíziós programban.

## Megjelenések
CD Single  Motown – 860 129-2
1. It's For You (Radio Edit) 3:39 Rap – Brett Bouldin
2. It's For You (Album Version) 4:07 Rap – Brett Bouldin
3. It's For You (Radio Edit w/o Rap) 3:38
4. It's For You (Instrumental) 4:07

## Slágerlista
| Slágerlista (1993)                            | Legjobb helyezés |
| --------------------------------------------- | ---------------- |
| U.S. Billboard Hot 100                        | 57               |
| U.S. Billboard Hot R&B Singles                | 14               |
| U.S. Billboard Rhythmic Top 40                | 21               |
| U.S. Billboard Dance Music/Maxi-Singles Sales | 33               |